# Polyacétylène
Le polyacétylène (polyéthyne dans la nomenclature IUPAC) est un polymère organique dans lequel l'unité de répétition est l'éthyne : (C2H2)n. La haute conductivité électrique découverte pour ces polymères dans les années 1970 a accru l'intérêt sur l'utilisation des composés organiques en micro-électronique. D'autres polyacétylènes avec des groupes alkyles substituant les atomes d'hydrogène.

## Structure du polyacétylène
Le polymère est formé d'une longue chaîne d'atomes de carbone avec une alternance de liaisons simples et liaisons doubles, portant chacun un atome hydrogène. La structure schématique du polyacétylène est montrée ci-dessous.

Segment de trans-polyacétylène.

On peut distinguer le trans-polyacétylène, avec toutes les liaisons doubles en configuration trans, du cis-polyacétylène, où toutes les liaisons sont en configuration cis. Chaque atome d'hydrogène peut être remplacé par un groupe fonctionnel.

## Préparation
L'acétylène polymérise de façon similaire à l'éthylène : la polymérisation peut être effectuée par des initiateurs anioniques, cationiques ou radicalaires. Le polyacétylène n'est généralement pas préparé en polymérisant de l'acétylène, qui est un gaz très inflammable qui oligomérise à fortes concentrations. La synthèse la plus courante utilise une polymérisation par ouverture de cycle (ring-opening polymerization - ROMP - en anglais) (métathèse des oléfines) de molécules comme le cyclooctatétraène et ses dérivées substitués,. Selon les méthodes de préparation, certains polyacétylènes sont aussi appelés noir d'acétylène ou noir de polyacétylène[réf. nécessaire].

## Conductivité et Prix Nobel
Préparé lors d'une polymérisation coordinative par les catalyseurs Ziegler-Natta, avec de fortes concentrations de catalyseurs, le polyacétylène est un film argenté non-conducteur. Il a été démontré en 1976 que l'oxydation de ce matériau avec de l'iode conduit à une augmentation de l'ordre 108 de sa conductivité. La conductivité de ce matériau dopé approche alors celle du meilleur conducteur disponible, l'argent. Ce fut l'un des premiers exemples connus de polymère organique conducteur. Le prix Nobel de chimie fut décerné à Alan J. Heeger, Alan MacDiarmid, et Hideki Shirakawa en 2000 pour ce travail.

## Des polyacétylènes naturels
Certaines mélanines fongiques ont été décrites comme des polyacétylènes[réf. nécessaire].

## Source
- (en) Cet article est partiellement ou en totalité issu de l’article de Wikipédia en anglais intitulé « Polyacetylene » (voir la liste des auteurs).